# شهرآورد دشمنان ابدی

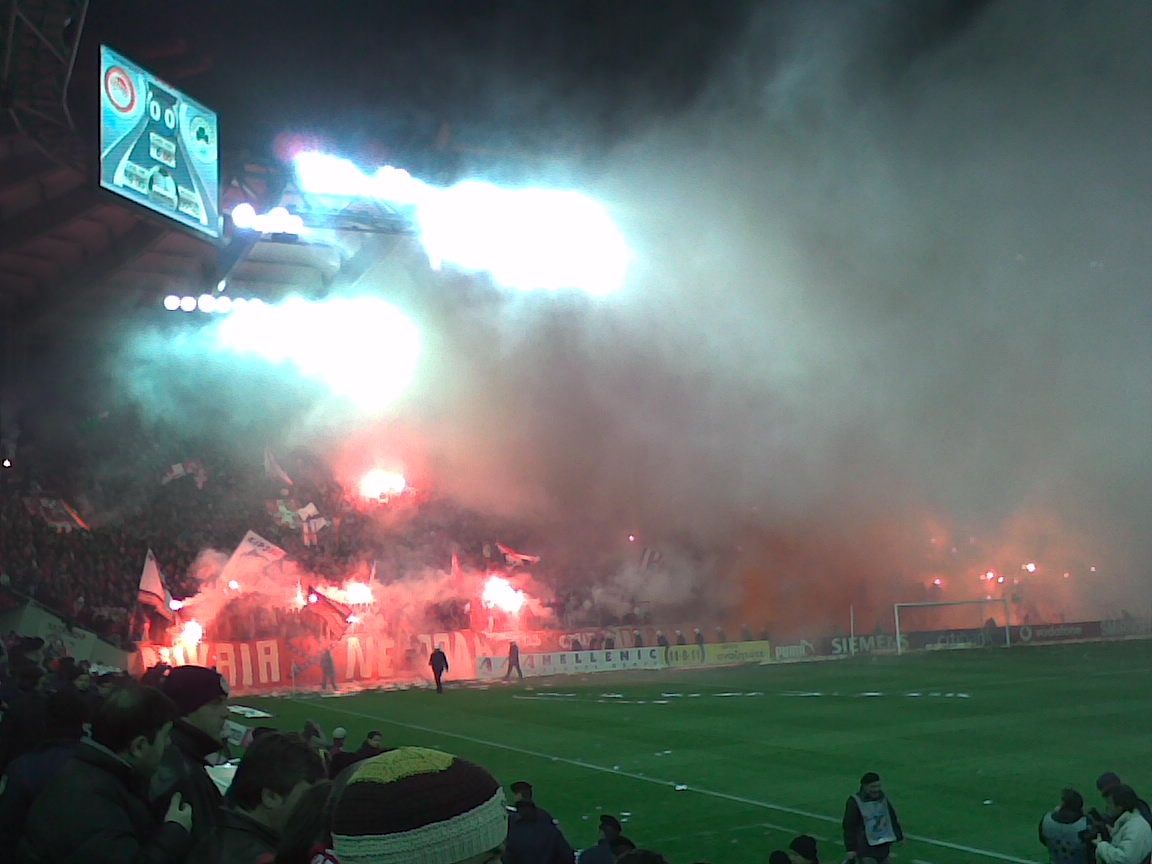
شهرآورد المپیاکوس و پاناتینایکوس

شهرآورد دشمنان ابدی (یونانی: Ντέρμπι των αιωνίων αντιπάλων) (انگلیسی: Derby of the eternal adversaries) که همچنین مادر همهٔ جنگ‌ها (یونانی: Μητέρα των μαχών) (انگلیسی: Mother of all battles) نامیده می‌شود، مسابقهٔ فوتبال بین دو باشگاه یونانی المپیاکوس و پاناتینایکوس می‌باشد.
این دو باشگاه، موفق‌ترین باشگاه‌های یونان به حساب می‌آیند و همواره رقابت شدیدی بین این دو باشگاه و هواداران آن‌ها برقرار بوده‌است.